# Émile Misson
Pour les articles homonymes, voir Misson (homonymie).
Émile Albert Misson, né le 9 novembre 1885 à Marche-en-Famenne et mort le 10 janvier 1937 à Forrières fut un homme politique belge wallon catholique.
Il fut docteur en droit et notaire.
Il fut élu conseiller communal de Forrières, conseiller provincial de la province de Luxembourg (1925-1932), sénateur des arrondissements de Arlon-Marche-Bastogne-Neufchateau-Virton (1932-1936).

## Généalogie
- Il fut fils d'Albert (1859-1903) et Marie Flore Mersch (1860-1938).
- Il épousa en 1914 Marie Zoude (1888-1971), fille de Henri Zoude de St. Hubert et de Marie de Quirini;
  - Ils eurent sept enfants : Marie Cécile, Marthe, Monique, Marguerite, Jacques, Pierre et Jean.

## Sources
- Bio sur ODIS